# NGC 6641
NGC 6641 is een spiraalvormig sterrenstelsel in het sterrenbeeld Hercules. Het hemelobject werd op 20 augustus 1873 ontdekt door de Franse astronoom Édouard Jean-Marie Stephan.

## Synoniemen
- UGC 11250
- MCG 4-43-35
- ZWG 142.49
- IRAS 18268+2252
- PGC 61935